# Hymenophyllum dicranotrichum
Hymenophyllum dicranotrichum là một loài thực vật có mạch trong họ Hymenophyllaceae. Loài này được (C. Presl) Sadeb. miêu tả khoa học đầu tiên năm 1899.